# Monitor Latino
Monitor Latino é uma parada musical oficial do México fundada em 2003, que classifica as músicas no gráfico baseado em airplay. As tabelas são publicadas no RadioNotas, enquanto a lista completa é acessível apenas para assinantes.